# Unió Caribenya de Futbol
La Unió Caribenya de Futbol, també coneguda per les sigles CFU (Caribbean Football Union, en anglès) és l'organisme oficial de govern de les associacions i federacions de futbol del Carib. També inclou les Illes Bermudes i les federacions de Surinam, Guyana i Guaiana Francesa del continent sud-americà.
La CFU és una organització subordinada a la CONCACAF que representa a 25 països membres de la Federació Internacional de Futbol Associació (FIFA) i sis territoris no afiliats a la FIFA. Els seus membres participen en les competicions de la CFU i de la CONCACAF.
Les sis federacions no afiliades a la FIFA són les de Bonaire, Guadalupe, Guaiana Francesa, Martinica, Saint Martin i Sint Maarten.
La CFU és una de les tres unions, juntament amb la UNCAF i la NAFU que conformen la Confederació del Nord, Centreamèrica i el Carib de Futbol Associació, també coneguda per les sigles CONCACAF.
La CFU va ser creada l'any 1978 a Port-au-Prince, la capital d'Haití. Presidida per Andre Kamperveen, va instal·lar les seves oficines a Port-of-Spain, la capital de Trinitat i Tobago.
La Copa del Carib de les Nacions és la principal competició organitzada per la CFU. Té lloc cada dos anys i serveix com a torneig de classificació per a la Copa d'Or, el Campionat de les Nacions de la CONCACAF.
La CFU també organitza el Campionat de Clubs de la CFU, competició que determina el club que el representa a la Champions league de la CONCACAF.
El 22 de maig de 2012, quan Gordon Derrick va assumir la presidència, la seu de la CFU es va traslladar a Kingston.
Els idiomes oficials de la CFU són l'anglès, el neerlandès, el francès i l'espanyol.
L'any 2011, la CFU va ser notícia quan es va saber que Mohammed bin Hammam, candidat a la presidència de la FIFA, havia ofert 40.000 dòlars a cada representant nacional present en una reunió de la CFU del 10 de maig. Diversos membres van acceptar l'oferta. El president de la CFU, Jack Warner, que havia de ser investigat per la FIFA, va renunciar al càrrec i es va acabar la investigació. Molts dels membres més influents de la CFU van ser inhabilitats.
El 19 de setembre de 2017, el Comitè d'Ètica de la FIFA va inhabilitar per un període de sis anys al president de la Unió Caribenya de Futbol i secretari general de la federació de futbol d'Antiga i Barbuda, Gordon Derrick, per a l'exercici de qualsevol mena d'activitat relacionada amb el món del futbol. Gordon Derrick va ser declarat culpable d'haver infringit diversos articles del codi ètic de la FIFA relacionats amb la deslleialtat, l'abús de poder i la malversació de fons.